# Плита Холтермана

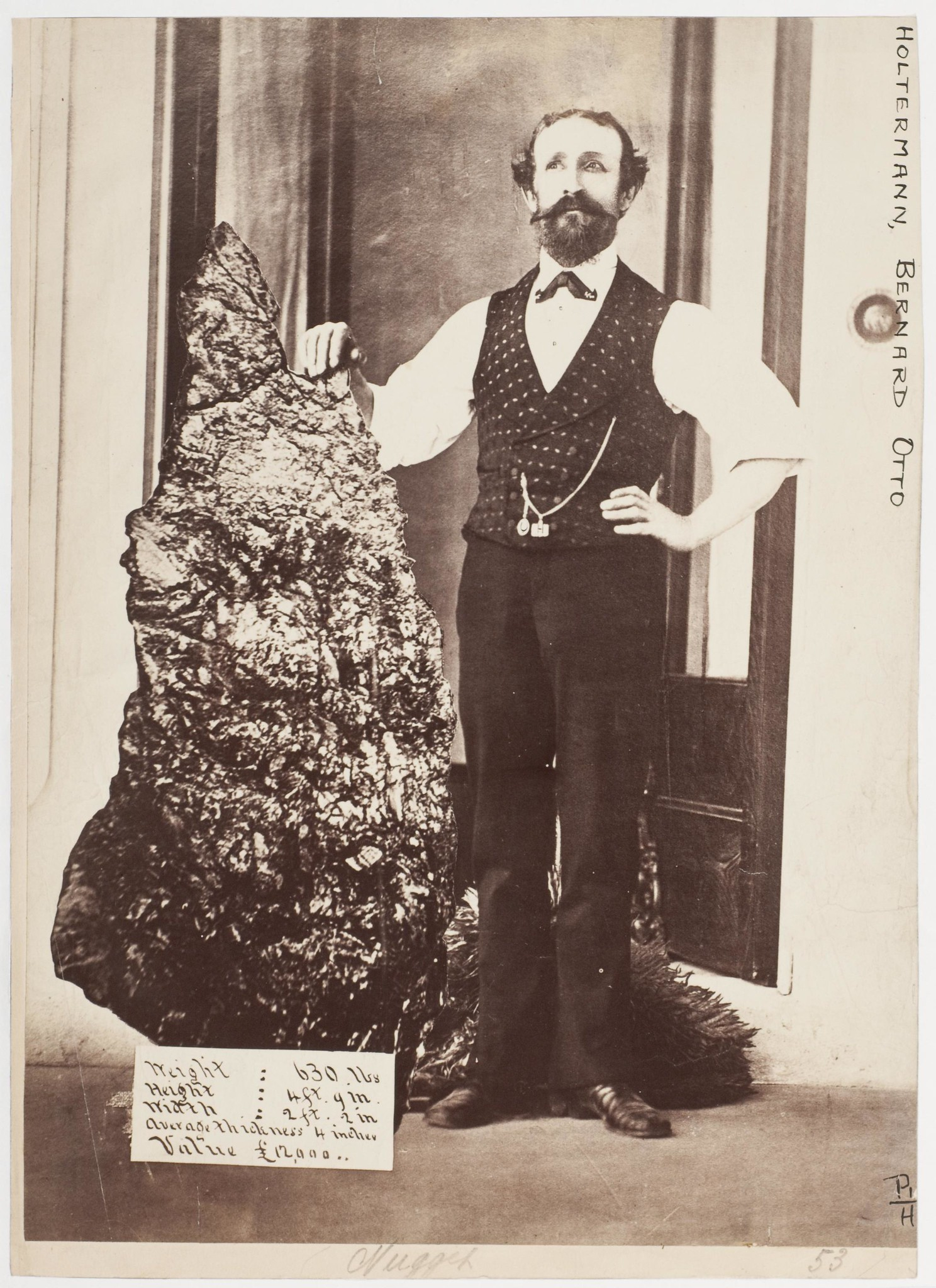
Бернхард Отто Холтерман с самородком своего имени.

«Плита Холтермана» (англ. Holtermann Nugget) — самый большой самородок золота в мире, который обнаружили в 1872 году в Австралии.
Длина находки составляла 144 сантиметра, ширина — 66 сантиметров, толщина — 10 сантиметров.
Его масса составила 285 кг, чистого золота из которых было порядка 83,2 кг.

## История
Самородок был найден в Австралии на руднике Хилл-Энд в Новом Южном Уэльсе в 1872 году. Находку обнаружили в груде кварца весом в 285,7 кг. Чистейшее золото составило в массе 83,2 кг. Самородок имел форму плиты длиной 144 см, шириной 66 см, толщиной 10 см. Самородок был назван по фамилии Бернхарда Отто Холтермана (1838—1885) — немецкого золотодобытчика в Австралии. Плита Холтермана не сохранилась, поскольку была переплавлена.